# Francesca saleminophila
Francesca saleminophila är en insektsart som beskrevs av George Willis Kirkaldy 1906. Francesca saleminophila ingår i släktet Francesca och familjen vedstritar. Inga underarter finns listade i Catalogue of Life.